# Épée de Tōdaijiyama
L'épée de Tōdaijiyama, également connue sous le nom « épée de fer du kofun de Tōdaijiyama » (東大寺山古墳鉄剣 Tōdaijiyama  Kofun Tekken) est une ancienne épée de fer excavée dans le kofun de Tōdaijiyama dans la préfecture de Nara au Japon. L'épée, forgée en Chine au IIe siècle, est la plus ancienne épée de fer avec inscription excavée du Japon. Son inscription est la source importante des relations diplomatiques entre la Chine antique et le Japon et sa politique intérieure.

## Inscription
Texte original chinois ;
中平□□　五月丙午　造作支刀　百練清剛　上応星宿　□□□□
En français :
Cette épée ornée (?) a été faite un jour de bon augure du cinquième mois de l' ... époque Zhongping. Le métal avec lequel elle a été forgée a été affiné à plusieurs reprises, il est pur ... ... [La fortune de celui qui la porte] s'accordera avec les étoiles...

## Interprétation
L'ère Zhongping est le nom d'une ère traditionnelle chinoise utilisé par l'empereur Han Lingdi, correspondant aux années 184 à 189. Dans la chronique historique chinoise archives de Wei qui fait partie des Chroniques des Trois Royaumes, Wa connaît une guerre civile à cette époque. Il est supposé que l'épée fut accordée par l'empereur Ling à un roi de Wa, bien que le détail n'est pas encore connu. Puis l'épée est passée chez une famille dirigeante locale qui a construit le kofun Tōdaijiyama à la fin du IVe siècle.